# Mystus singaringan
Cá chốt ngựa singa (Danh pháp khoa học: Mystus singaringan) là một loài cá da trơn trong họ cá lăng Bagridae thuộc bộ cá da trơn, phân bố ở một số quốc gia thuộc vùng Đông Nam Á gồm bán đảo Đông Dương và bán đảo Mã Lai, Malaca, Sumatra, Borneo Java.

## Đặc điểm
Đây là một loài cá cỡ vừa, những con đực có thể dài đến 30 cm. Thân thon dài, hơi dẹp bên; đầu hình chóp, hơi dẹp bằng; miệng kề dưới, hình vòng cung; có 4 đôi râu: râu mũi dài gần bằng đến gốc vây ngực, râu hàm trên dài đến gốc vây đuôi, râu cằm ngoài dài đến gốc vây bụng, râu cằm trong dài đến gốc vây ngực; mắt to, không có da che phủ.
Chiều dài gốc vây ngực tương đương với chiều dài gốc vây lưng, gai vây ngực to khỏe với khía răng cưa ở mặt sau sắc nhọn, còn ở vây lưng rất mịn; vây mỡ dài và rộng, gần như liên kết với vây lưng. Toàn thân có màu xanh lá cây hay xám xanh, phần lưng sẫm hơn phần bụng; dọc đường bên có 1 sọc trắng; vây lưng, vây đuôi, vây mỡ có màu xanh xám; vây ngực, vây bụng, vây hậu môn, phần ngọn sẫm hơn phần gốc và màng da giữa các tia vây có màu đen.